# 1948年度の将棋界
1948年度の将棋界（1948ねんどのしょうぎかい）では、1948年（昭和23年）4月から1949年（昭和24年）3月の将棋界に関する出来事について記述する。

## できごと

### 1948年4月
- 6日 - 第7期名人戦七番勝負第1局が行われ、大山康晴八段が先勝（塚田正夫名人 0-1 大山康晴八段）[1]。
- 10日 - 第7期名人戦七番勝負第2局が行われ、塚田正夫名人が勝利（塚田正夫名人 1-1 大山康晴八段）[1]。
- 25日 - 第7期名人戦七番勝負第3局が行われ、塚田正夫名人が勝利（塚田正夫名人 2-1 大山康晴八段）[1]。
- 29日 - 第7期名人戦七番勝負第4局が行われ、大山康晴八段が勝利（塚田正夫名人 2-2 大山康晴八段）[2]。

### 1948年5月
- 22日 - 第7期名人戦七番勝負第5局が行われ、塚田正夫名人が勝利（塚田正夫名人 3-2 大山康晴八段）[2]。
- 26日 - 第7期名人戦七番勝負第6局が行われ、塚田正夫名人が勝利し名人を防衛。2期連続通算2期の名人となる（塚田正夫名人 4-2 大山康晴八段）[2]。

### 1948年6月
- 23日 - 木村義雄前名人が第1回全日本選手権戦で優勝[3][4]。

### 1948年9月
- 5日 - 週刊朝日1500号記念として、塚田正夫名人と升田幸三八段の「塚田・升田五番勝負」が企画。東京で第1局が開始され、升田幸三八段が先勝[5]。

### 1948年10月
- 7日 - 「塚田・升田五番勝負」は、塚田正夫名人の3勝2敗で終了した[5]。

### 1949年2月
- 4日 - 第8期名人戦の挑戦者決定戦1回戦が行われ、五十嵐豊一八段が大山康晴八段に勝利[6]。
- 18日 - 第8期名人戦の挑戦者決定戦2回戦が行われ、松田辰雄八段が五十嵐豊一八段に勝利[6]。
- 25日 - 第8期名人戦の挑戦者決定戦決勝三番勝負第1局が行われ、木村義雄前名人が先勝（木村義雄前名人 1-0 松田辰雄八段）[7]。

### 1949年3月
- 1日 - 第8期名人戦の挑戦者決定戦決勝三番勝負第2局が行われ、木村義雄前名人が勝利（木村義雄前名人 2-0 松田辰雄八段）。塚田正夫名人への挑戦権を獲得[7]。
- 29日 - 第8期名人戦五番勝負第1局が行われ、塚田正夫名人が先勝（塚田正夫名人 1-0 木村義雄前名人）[8]。

## 記録

### タイトル戦
| 棋戦   | 勝者               | 開催時期    | 番勝負        | 番勝負 | 番勝負        | 備考             | 注           |
| 棋戦   | 勝者               | 開催時期    | 在位者        | 勝敗   | 挑戦者        | 備考             | 注           |
| ------ | ------------------ | ----------- | ------------- | ------ | ------------- | ---------------- | ------------ |
| 名人戦 | 第7期名人 塚田正夫 | 1948年4-5月 | 塚田正夫 名人 | 4-2    | 大山康晴 八段 | 2年連続(通算2期) | [ 9 ] [ 10 ] |

### その他の棋戦
| 棋戦           | 類 | 回 | 優勝者          | 決勝開催日 | 備考   | 注    |
| -------------- | -- | -- | --------------- | ---------- | ------ | ----- |
| 全日本選手権戦 |    | 1  | 木村義雄 前名人 | 1948年     | 初優勝 | [ 3 ] |

### 順位戦
第3期順位戦 (1948年5月 - 1949年1月)
| 次期クラス | 棋士       | 成績              |
| ---------- | ---------- | ----------------- |
| A級        | 五十嵐豊一 | 6勝1敗            |
| A級        | 高島一岐代 | 5勝2敗            |
| A級        | 原田泰夫   | 4勝3敗            |
| B級        | 荒巻三之   | 7勝2敗            |
| B級        | 加藤博二   | 6勝3敗            |
| B級        | 山本武雄   | 6勝3敗            |
| B級        | 南口繁一   | 6勝3敗            |
| C級1組     | 下平幸男   | C級2組 予選3勝0敗 |

| 次期クラス | 棋士             | 成績   |
| ---------- | ---------------- | ------ |
| B級        | 萩原淳           | 2勝7敗 |
| B級        | 土居市太郎(引退) | 2勝7敗 |
| B級        | 加藤治郎(引退)   | 2勝7敗 |

## 昇段・引退
| 昇段 | 棋士       | 昇段日       | 昇段理由              | 注     |
| ---- | ---------- | ------------ | --------------------- | ------ |
| 四段 | 下平幸男   | 1948年       | -                     | [ 12 ] |
| 四段 | 二見敬三   | 1948年       | -                     | [ 13 ] |
| 四段 | 西本馨     | 1948年       | -                     | [ 14 ] |
| 四段 | 木川貴一   | 1948年       | -                     | [ 15 ] |
| 四段 | 佐藤豊     | 1948年       | -                     | [ 16 ] |
| 五段 | 角田三男   | 1948年       | -                     | [ 17 ] |
| 五段 | 平野広吉   | 1948年       | -                     | [ 18 ] |
| 六段 | 花村元司   | 1948年4月1日 | 第3期順位戦C級1組所属 | [ 19 ] |
| 六段 | 灘蓮照     | 1948年4月1日 | 第3期順位戦C級1組所属 | [ 20 ] |
| 六段 | 廣津久雄   | 1948年4月1日 | 第3期順位戦C級1組所属 | [ 21 ] |
| 六段 | 山本武雄   | 1948年4月1日 | 第3期順位戦C級1組所属 | [ 22 ] |
| 六段 | 岡崎史明   | 1948年4月1日 | 第3期順位戦C級1組所属 | [ 23 ] |
| 六段 | 本間爽悦   | 1948年4月1日 | 第3期順位戦C級1組所属 | [ 24 ] |
| 六段 | 北村秀治郎 | 1948年4月1日 | 第3期順位戦C級1組所属 | [ 23 ] |
| 六段 | 加藤恵三   | 1948年4月1日 | 第3期順位戦C級1組所属 | [ 25 ] |
| 六段 | 畝美与吉   | 1948年4月1日 | 第3期順位戦C級1組所属 | [ 16 ] |
| 六段 | 野村慶虎   | 1948年4月1日 | 第3期順位戦C級1組所属 | [ 16 ] |
| 六段 | 間宮純一   | 1948年4月1日 | 第3期順位戦C級1組所属 | [ 26 ] |
| 七段 | 板谷四郎   | 1948年4月1日 | 順位戦B級昇級         | [ 27 ] |
| 七段 | 原田泰夫   | 1948年4月1日 | 順位戦B級昇級         | [ 28 ] |
| 七段 | 五十嵐豊一 | 1948年4月1日 | 順位戦B級昇級         | [ 29 ] |
| 七段 | 高柳敏夫   | 1948年4月1日 | 順位戦B級昇級         | [ 30 ] |
| 七段 | 佐瀬勇次   | 1948年4月1日 | 順位戦B級昇級         | [ 31 ] |
| 七段 | 松浦卓造   | 1948年4月1日 | 順位戦B級昇級         | [ 32 ] |
| 七段 | 中井捨吉   | 1948年4月1日 | 順位戦B級昇級         | [ 33 ] |
| 七段 | 金高清吉   | 1948年4月1日 | 順位戦B級昇級         | [ 16 ] |
| 七段 | 京須行男   | 1948年4月1日 | 順位戦B級昇級         | [ 16 ] |
| 七段 | 山川次彦   | 1948年4月1日 | 順位戦B級昇級         | [ 34 ] |
| 八段 | 大山康晴   | 1948年4月1日 | 順位戦A級昇級         | [ 35 ] |
| 八段 | 丸田祐三   | 1948年4月1日 | 順位戦A級昇級         | [ 36 ] |
| 八段 | 北楯修哉   | 1948年4月1日 | 順位戦A級昇級         | [ 37 ] |
| 八段 | 松田辰雄   | 1948年4月1日 | 順位戦A級昇級         | [ 16 ] |